# 카를로 캉가스니에미
카를로 올라비 캉가스니에미(핀란드어: Kaarlo Olavi Kangasniemi, 1941년 2월 4일~)는 핀란드의 역도 선수이다. 1968년 멕시코시티 하계 올림픽에서 남자 역도 미들헤비급 금메달을 획득하였으며, 세계 역도 선수권 대회에서 금메달 1개, 은메달 1개, 유럽 역도 선수권 대회에서 금메달 2개, 동메달 2개를 획득하였다. 1998년에 세계 역도 연맹 명예의 전당에 헌액되었다. 핀란드 역사상 유일한 역도 올림픽 금메달리스트이며 동생인 카우코도 핀란드 국가대표 역도 선수이다.

## 생애
핀란드 남부의 사타쿤타 지역의 도시인 울빌라의 마을인 쿨라에서 태어났다. 16세 때 핀란드 남서부의 항구 도시인 포리로 이주했으며, 포리의 역도 클럽에 입단하였다. 1962년에 처음으로 핀란드 국가대표로 발탁되어 그 해 9월에 헝가리 부다페스트에서 열린 세계 선수권 대회 라이트헤비급에 출전했으나 10위에 그쳤다. 이후 1964년 6월에 소련의 모스크바에서 열린 유럽 선수권 대회에 핀란드 국가대표로 참가하였으며, 총 430kg를 들어올려 455kg을 들어올려 우승을 차지한 헝가리의 게저 토트, 소련의 빅토르 시초프, 프랑스의 마르셀 파테르니의 뒤를 이어 4위에 올랐다. 같은 해에 10월에 일본의 도쿄에서 열린 1964년 하계 올림픽에 핀란드 대표로 참가하여 라이트헤비급에 출전했으며 총 450kg를 들어올려 7위를 기록했다. 이후 1965년에 스칸디나비아 역도 선수권 대회에서 432.5kg을 들어올리며 덴마크의 닐센과 노르웨이의 라르센을 누르고 국제 대회에서 첫 우승을 차지했다. 같은 해 6월에 불가리아의 소피아에서 열린 유럽 선수권 대회에서는 인상에서 바벨을 들어올리지 못하여 탈락했다. 이후 1966년에 동독의 동베를린에서 열린 유럽 선수권 대회에서는 440kg을 들어올리며 6위를 기록했다.
1968년 6월에는 소련의 레닌그라드에서 열린 유럽 선수권 대회에 핀란드 국가대표로 참가하여 490kg를 들어올리며 507.5kg를 들어올린 소련의 얀 탈츠와 495kg를 들어 올린 스웨덴의 보 요한손의 뒤를 이어 3위를 하며 동메달을 획득했다. 이는 킹가스니에미가 획득한 최초의 유럽 선수권 대회 메달이다. 같은 해 10월에는 멕시코시티에서 열린 하계 올림픽에 핀란드 국가대표로 참가했다. 킹가스니에미는 미들헤비급에 출전하였으며, 총 517.5kg을 들어올리며 올림픽 신기록을 수립하고 유럽 선수권 대회에서 자신을 이겼던 507.5kg을 들어올린 탈츠와 495kg을 들어올린 폴란드의 마레크 고웡프를 꺾으며 핀란드 역사상 최초로 올림픽 역도 메달이자 금메달을 획득하였다. 캉가스니에미의 금메달은 핀란드의 유일한 올림픽 역도 금메달이며, 1984년 하계 올림픽에서 요우니 그뢴만과 페카 니에미가 동메달을 획득하기 전에는 어느 핀란드 선수도 올림픽 메달을 목에 걸지 못했다. 캉가스니에미는 올림픽에서의 공을 인정받아 핀란드 스포츠 기자 협회가 선정하는 올해의 핀란드 스포츠 선수가 되었다. 이후 1969년에 동독의 치노비츠에서 열린 발트컵에서는 500kg을 들어올리며 507.5kg를 들어올린 동독의 카를 아르놀트의 뒤를 이어 2위를 차지했다. 폴란드 바르샤바에서 열린 유럽 선수권 대회를 겸한 1969년 세계 선수권 대회에도 참가하여 515kg을 들어올리며 500kg를 들어올린 스웨덴의 요한손과 495kg을 들어올린 헝가리의 토트를 누르고 금메달을 획득하였다. 이 해에 캉가스니에미는 지난 해에 이어 올해의 핀란드 스포츠 선수로 선정되었다.
1970년에 소련 민스크에서 열린 역도 그랑프리에도 핀란드 국가대표로 참가했으며, 총 520kg를 들어올리며 510kg를 든 소련의 바실리 콜로토프와 507.5kg를 든 블라디미르 파호모프를 누르고 우승했다. 같은 해 6월에 헝가리 솜버트헤이에서 열린 유럽 선수권 대회에 핀란드 국가대표로 참가하였으며, 총 530kg을 들어올려 527.5kg를 든 콜로토프와 525kg를 든 요한손을 꺾고 유럽 선수권 대회에서 두번째 금메달을 획득했다. 이듬 해에 페루 리마에서 열린 1971년 세계 선수권 대회에 참가하여 490kg을 들어올려 495kg을 든 소련의 보리스 파블로프의 뒤를 이어 은메달을 획득했다. 1972년 5월에는 루마니아 콘스탄차에서 열린 유럽 선수권 대회에 참가하여 495kg를 들며 512,5kg를 든 파블로프와 505kg를 든 노르웨이의 레이프 옌센의 뒤를 이어 동메달을 목에 걸었다. 1972년 9월에는 서독 뮌헨에서 열린 하계 올림픽에 핀란드 대표로 참가하여 480kg를 들어올려 6위를 기록했다. 우승은 507.5kg을 들어올리며 올림픽 신기록을 갈아치운 1972 유럽 선수권 대회 준우승자인 노르웨이의 옌센에게 돌아갔다. 이후 1973년에 소련의 타슈켄트에서 열린 역도 그랑프리에서 347.5kg를 들어올리며 377.5kg을 든 소련의 다비트 리게르트의 뒤를 이어 2위를 차지하고 같은 해 6월에 스페인 마드리드에서 열린 유럽 선수권 대회에서 탈락한 것을 마지막으로 은퇴했다.
은퇴 후에는 포리 지역 역도팀 코치와 국가대표 코치로 일했으며 핀란드 전문 체육인 협회 회원이 되었다. 이후 1987년에는 정계에 진출하여 핀란드 농촌당(SMP)의 당원이 되어 지방 의회 선거에 출마했으나 낙선했다. 이후 유로스포츠 채널의 역도 해설자로 일했으며, 1998년에 국제 역도 연맹 명예의 전당에 헌액되었다.